# Željko Petrović
Željko Petrović  (Nikšić, 13 de novembro de 1965) é um ex-futebolista profissional montenegrino, que atuava como médio volante. 

## Carreira
Atuou em sete equipes, tendo no RKC Waalwijk, atuado em duas passagens. jogou 9 vezes pela Seleção Iugoslava e chegou a ser convocado pra a Copa do Mundo FIFA de 1998

## Treinador
Atualmente dirige o Den Haag.